# Protocollen
Protocollen is een hoorspel van Edoardo Sanguinetti. Protocolli werd geschreven in 1968 en in 1970 door de Süddeutscher Rundfunk uitgezonden onder de titel Protokollen. De KRO zond het uit in het programma Theater op dinsdag 14 oktober 1975, van 21:30 uur tot 22:20 uur. De vertaling was van dr. Pieter de Meijer, de regisseur was Jan Starink.

## Rolbezetting
- Willie Brill
- Carol van Herwijnen
- Hans Karsenbarg
- Paula Majoor
- Louise Robben
- Hans Veerman

## Inhoud
De titel moet worden begrepen als “droomverslagen”. Twee mannenstemmen, twee vrouwenstemmen en twee ”blanke” stemmen, dat wil zeggen stemmen die spreken vanuit motieven die zijn verbonden met vroege stadia van de jeugd, weven een aantal teksten dooreen die gestalte geven aan het ingewikkelde en ongrijpbare droomgebeuren. Iedere stem doet verslag van situaties en ervaringen die in dromen worden beleefd. Een freudiaan zou handboeken tekortkomen om elk gehanteerd symbool te duiden. Geen van de stemmen vertelt een doorlopend verhaal: de situaties en wijze van beleving verspringen voortdurend. In dit passagewerk, waarin de teksten met behulp van de viersporenmachine ook telkens op elkaar worden gelegd, waardoor de droomverhalen simultaan en synchroon kunnen verlopen, maakt de auteur, bij uitstek een organiserend talent, gebruik van zorgvuldig gedoseerde taalpatronen, die de toehoorder in het meegedeelde betrekken of hem eruit weren…